# Stegreif

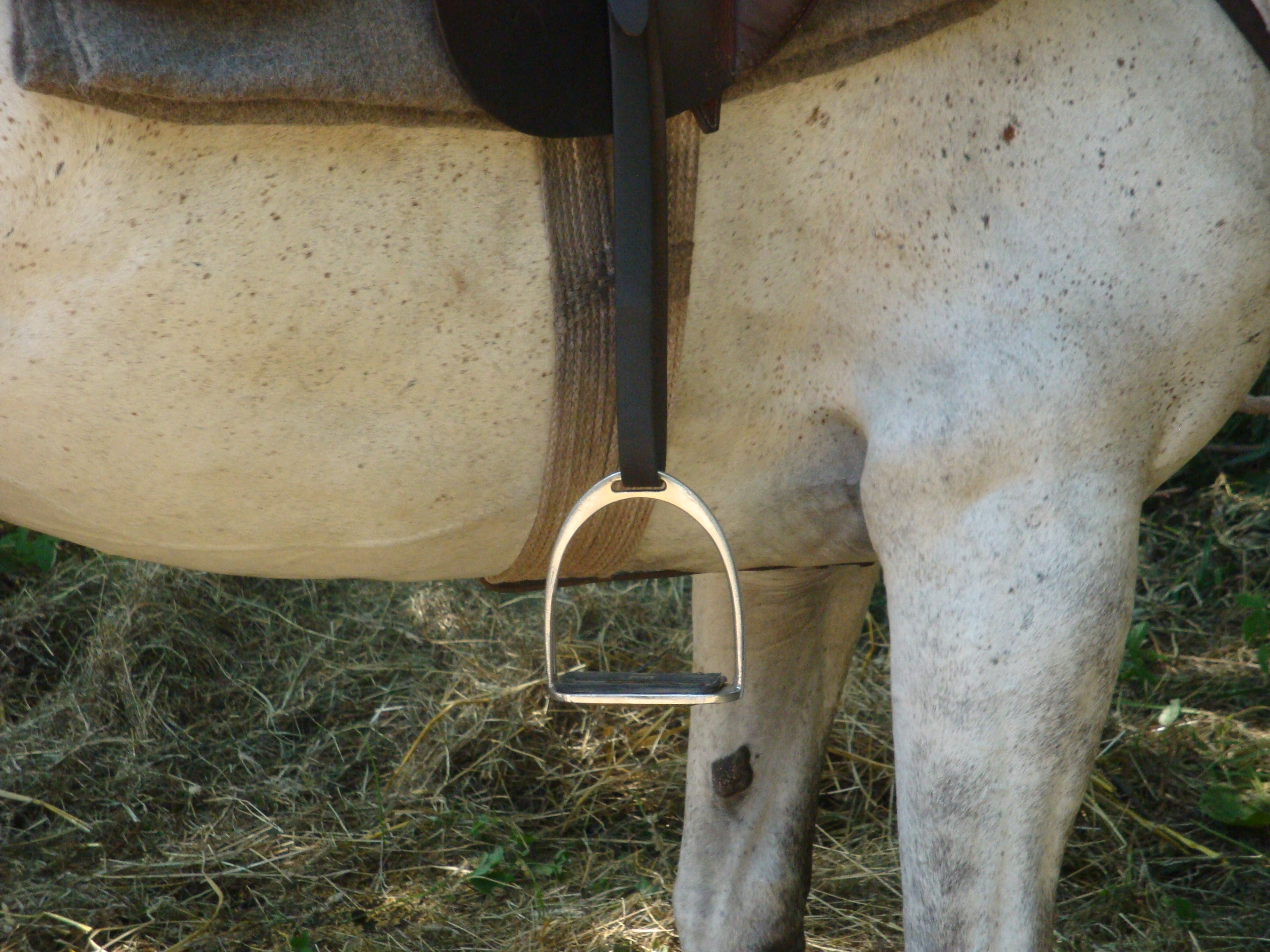
„Stegreif“ oder Steigbügel

Stegreif ist eine veraltete Bezeichnung für den Steigbügel eines Reiters. Gebräuchlich ist das Wort nur noch in der Redewendung „aus dem Stegreif“ und in Komposita wie Stegreifaufgabe, Stegreifentwurf, Stegreifkomödie, Stegreifrede, Stegreifspiel, Stegreiftheater und Stegreifübersetzung.

## Sprachliche Aspekte
Das Wort „Stegreif“ zerfällt in die Bestandteile (Morpheme) „Steg“ und „Reif“. Die ursprüngliche Bedeutung des ersten Elements (althochdeutsch stīgan = steigen) zeigt sich noch in dem verwandten Wort „Steg“ = schmaler, erhöhter Übergang. Hinter dem zweiten Element (ahd. reif = Seil, Strick) verbirgt sich ein alter Ausdruck, der noch im Niederdeutschen als „Reep“ oder „Reip“ vorkommt und unter anderem „Seil“ bedeutet und noch in Straßennamen wie „Reeperbahn“ oder in hochdeutscher Form als „Reiferbahn“ = Herstellungsstätte für Seile, „Reepschnur“ = dünnes Seil, „Fallreep“ = Strickleiter und englisch „rope“ = Seil lebendig ist.
Ein „Stegreif“ ist ursprünglich also eine Seilschlinge, die man zum Aufsteigen benutzte. „Aus dem Stegreif“ bedeutet wörtlich: ohne vom Pferd zu steigen, im übertragenen Sinn: ohne lang nachzudenken, unvorbereitet, extemporiert, improvisiert. „Stegreif“ hieß außerdem ein Bauteil der mittelalterlichen Armbrust, das den Ladevorgang vereinfachte: ein steigbügelähnlicher Metallbügel am vorderen Ende der Waffe, in den der Schütze einen Fuß setzte und so die Hände frei hatte, um die Sehne zu spannen.
Da die Herkunft des Wortes weithin unbekannt ist, wird „Stegreif“ – passend zu den ähnlichen Redewendungen „aus dem Stand“ und „aus der Luft gegriffen“ – oft falsch „Stehgreif“ geschrieben und gesprochen.

## Stegreifaufgaben und -entwürfe

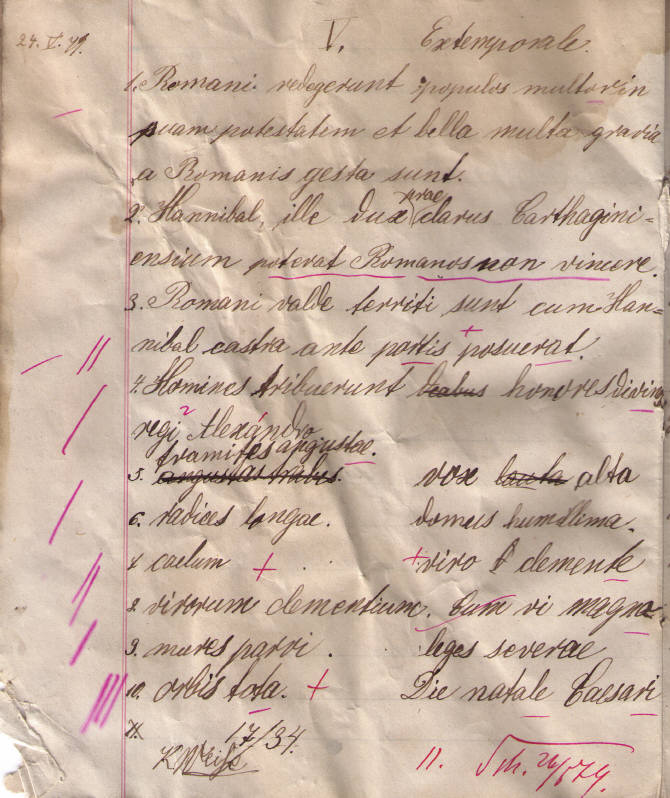
Extemporale aus dem Jahr 1879

Zur Geschichte: Die Stegreifaufgabe soll in ihrer noch heute praktizierten Form Johann Matthias Gesner, der Rektor der Thomasschule zu Leipzig, in den 1730er Jahren unter dem lateinischen Namen scriptum extemporale = Niederschrift aus dem Stegreif, eingeführt haben. Er ließ seine Schüler ein deutsches Diktat unmittelbar, ohne Vorankündigung und Vorbereitung, also extemporale = aus dem Stegreif, ins Lateinische übersetzen. Es handelte sich damals aber mehr um eine Übung, da Gesner auf eine Zensierung verzichtete und die Arbeiten nur zur Verbesserung des Ausdrucks zusammen mit den Schülern korrigierte und verbesserte. Später wurden dann die Extemporalien, abgekürzt Ex, zu einem Synonym für Klassenarbeiten und da unangekündigt, zu von Schülern gefürchteten Leistungsmessungen eingesetzt und benotet (siehe Dokument rechts).
Zur heutigen Situation: An bayerischen weiterführenden Schulen heißen unangesagte schriftliche Arbeiten „Stegreifaufgaben“. Laut der Schulordnung für die Gymnasien in Bayern vom 23. Januar 2007 gehören Stegreifaufgaben zu den kleinen schriftlichen Leistungsnachweisen. Sie werden nicht angekündigt und beziehen sich auf höchstens zwei unmittelbar vorangegangene Unterrichtsstunden; sie sollen auch auf grundlegende Ergebnisse und Inhalte des bisherigen Kompetenzaufbaus Bezug nehmen. Die Bearbeitungszeit soll zwanzig Minuten nicht übersteigen. Bedeutungsgleich ist das Wort „Extemporale“ (kurz „Ex“). Außerhalb Bayerns sind andere Bezeichnungen gebräuchlich. In Rheinland-Pfalz etwa trägt eine schriftliche Arbeit, die nicht angekündigt werden muss, die sich auf zwei unmittelbar vorangegangene Unterrichtsstunden bezieht und die bis zu fünfzehn, in der Oberstufe bis zu dreißig Minuten dauern darf, den Namen „Hausaufgabenüberprüfung“ (kurz „HÜ“) oder „Kurzüberprüfung“ (kurz „KÜ“).
Im Architekturstudium heißen kürzere Entwurfsaufgaben häufig „Stegreifentwürfe“.